# Wang Song
Wang Song (en chino, 汪嵩; pinyin, Wāng Sōng; Guiyang, China; 12 de octubre de 1983) es un futbolista de China que juega en la posición de centrocampista con el Nantong Zhiyun de la Superliga de China.

## Carrera

### Club
| Periodo   | Club                    | Apariciones | Goles |
| --------- | ----------------------- | ----------- | ----- |
| 2001–2005 | Sichuan First City      | 95          | 13    |
| 2006–2009 | Chengdu Blades          | 105         | 30    |
| 2010–2014 | Hangzhou Greentown      | 142         | 26    |
| 2015–2016 | Guangzhou R&F           | 60          | 3     |
| 2017–2019 | Jiangsu Suning          | 66          | 8     |
| 2020–2022 | Sichuan Jiuniu          | 14          | 1     |
| 2021      | → Hebei Kungfu (cedido) | 14          | 3     |
| 2022–2023 | Shijiazhuang Gongfu     | 32          | 2     |
| 2023–     | Nantong Zhiyun          | 0           | 0     |

### Selección nacional
Debutó con China el 20 de enero de 2008 en un empate 0-0 ante Líbano en un partido amistoso. Jugó nueve partidos hasta 2011 y participó en la Copa Asiática 2011.